# La grande vallata
La grande vallata (The Big Valley) è una serie televisiva western, la cui prima trasmissione in televisione negli Stati Uniti fu sulla rete ABC, dal 1965 al 1969.

## Trama
La storia, ambientata nella valle di San Joaquin, in California, narra delle avventure quotidiane della famiglia Barkley, proprietari di un ranch.

## Personaggi

### Personaggi principali
- Richard Long - Jarrod Barkley
- Peter Breck - Nick Barkley
- Lee Majors - Heath Barkley
- Linda Evans - Audra Barkley
- Barbara Stanwyck - Victoria Barkley
- Napoleon Whiting - Silas
- Douglas Kennedy - Sceriffo Fred Madden

### Personaggi secondari
- Harlan Warde - Arthur Kleeber
- Paul Sorensen - Blacksmith
- Harry Swoger - Barista
- James Gavin - Sceriffo
- Bing Russell - Clint
- John Harmon - Conductor
- Charles Briles - Eugene Barkley
- Mark Tapscott - Bates
- Michael Harris - Sceriffo aggiunto
- J.P. Burns - Anson Gregory
- Walker Edmiston - Barney
- Joe Higgins - Fats Mortenson
- Charles Bail - Ben Wolgus
- Bill Quinn - Dottore
- Kevin Hagen - Amos Farrell
- Richard O'Brien - Bryce
- Rex Holman - Cajun
- Mort Mills - Sceriffo
- Jon Lormer - Doc Saxton
- Lee Krieger - Doc Moody
- Melvin F. Allen - Coombs
- Richard Anderson - Hen Matson
- Bruce Dern - Clovis
- Frank Marth - Maresciallo Ollie Lanson
- James Whitmore - Handy Random
- Harold Gould - Capitano Crawford
- Gavin MacLeod - Clute
- Noah Keen - Dottore
- Phil Chambers - Dr. Merar
- I. Stanford Jolley - Everett Gibbons
- Dennis Hopper - Jimmy Sweetwater
- Yaphet Kotto - Damien
- Adam West - Jonathan Eliot
- Tom Tryon - Scott Breckenridge

## Episodi
| Stagione         | Episodi | Prima TV originale | Prima TV Italia |
| ---------------- | ------- | ------------------ | --------------- |
| Prima stagione   | 30      | 1965-1966          | 1980            |
| Seconda stagione | 30      | 1966-1967          | 1980-1981       |
| Terza stagione   | 26      | 1967-1968          | 1981-1982       |
| Quarta stagione  | 26      | 1968-1969          | 1982-1983       |

## Edizione in Dvd
Tra il 2011 e il 2012 la Hobby & Work in collaborazione con Rai Trade ha pubblicato in cadenza settimanale tutte le 4 stagioni della serie in 56 uscite, il prezzo di ogni singola uscita era di 9,99€.
In ogni dvd sono contenuti due episodi da 50 minuti ciascuno.
In America e nel Regno Unito sono state pubblicate le prime due stagioni in dvd da 20th Century Fox, in seguito le stagioni 3 e 4 sono pubblicate da Shout Factory.

## Guest star
Diverse guest star hanno preso parte alla serie. Fra le altre vi figurano:
- Letícia Román
- William Shatner
- Charles Bronson
- Martin Landau

Richard Anderson lavorerà in seguito con Lee Majors in L'uomo da sei milioni di dollari.